# Réserve naturelle nationale des Ramières du Val de Drôme
La réserve naturelle nationale des Ramières du val de Drôme (RNN89) est une réserve naturelle nationale située en Auvergne-Rhône-Alpes. Classée en 1987, elle occupe une surface de 346 hectares et protège une partie du cours de la Drôme.

## Localisation

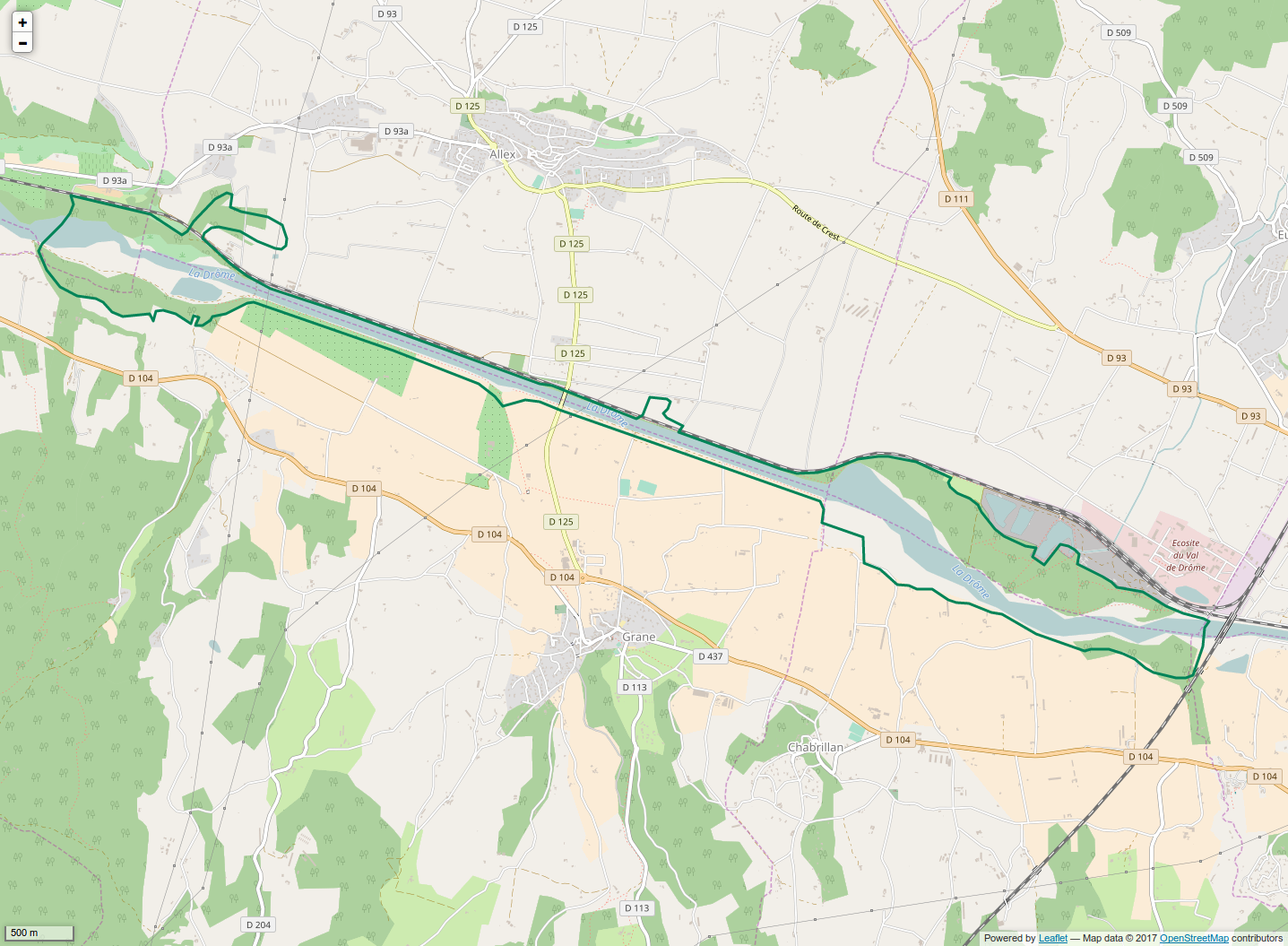
Périmètre de la réserve naturelle.

Le territoire de la réserve naturelle est dans le département de la Drôme, sur les communes d'Allex, Chabrillan, Eurre, Grâne et Livron-sur-Drôme dans la vallée de la Drôme. Sur une longueur de 10 km, il couvre 346 hectares dont les deux tiers sont situés sur le domaine public fluvial autour des ramières ou bois riverains des cours d'eau.

## Histoire du site et de la réserve
La réserve naturelle a été créée le 2 octobre 1987. En 1993, la Communauté de communes du Val de Drôme achète l'ancien hôtel-restaurant de la Gare à Allex, dans le but de créer un site pédagogique, touristique et scientifique.

## Écologie (biodiversité, intérêt écopaysager…)
Le site présente un intérêt fort en termes de biodiversité en raison de la présence d'une mosaïque de milieux remarquables et bien conservés : rivière sauvage, bancs de graviers et îlots, ripisylve de saules et peupliers, prairies à orchidées. On y trouve également des résurgences phréatiques.

### Flore
La flore compte 680 espèces végétales dont une protégée sur le plan national (Nigelle de France) et 5 au niveau régional, plus de 100 espèces d'arbres et arbustes, douze orchidées et 15 plantes aquatiques (Potamot coloré, etc.).
Deux espèces invasives sont à signaler : le Buddleia de David et l'Ambroisie.

### Faune
La faune vertébrée compte 280 espèces, dont 17 espèces de mammifères avec la présence du Castor d'Europe, 17 espèces de poissons (dont l'Apron du Rhône). 
L'avifaune compte 200 espèces dont 70 sont nicheuses (Aigrette garzette, Milan noir, Faucon hobereau, Petit gravelot, Guêpier d'Europe, Martin pêcheur) et 100 sont migratrices (Cigogne blanche, Cigogne noire, Balbuzard pêcheur, bécasseaux) et hivernants (mouettes rieuses, cormorans ...).
On compte 6 espèces d'amphibiens et 10 espèces de reptiles dont la Couleuvre verte et jaune, la Couleuvre vipérine, la Couleuvre d'Esculape et le Lézard ocellé.
Pour les invertébrés, les inventaires indiquent 46 espèces de libellules dont l'Agrion de Mercure et plus de 200 espèces de papillons.
En septembre 2020, l'ASPAS, en partenariat avec des associations locales, engage un recours gracieux pour demander l'arrêt de la chasse aux oiseaux d'eau dans la réserve. La réserve contient en effet des espèces menacées chassées, et l'association estime qu'elle « ne peut actuellement remplir sa mission de protection et d'accueil des oiseaux d'eau migrateurs menacés sur le plan européen ».

## Intérêt touristique et pédagogique

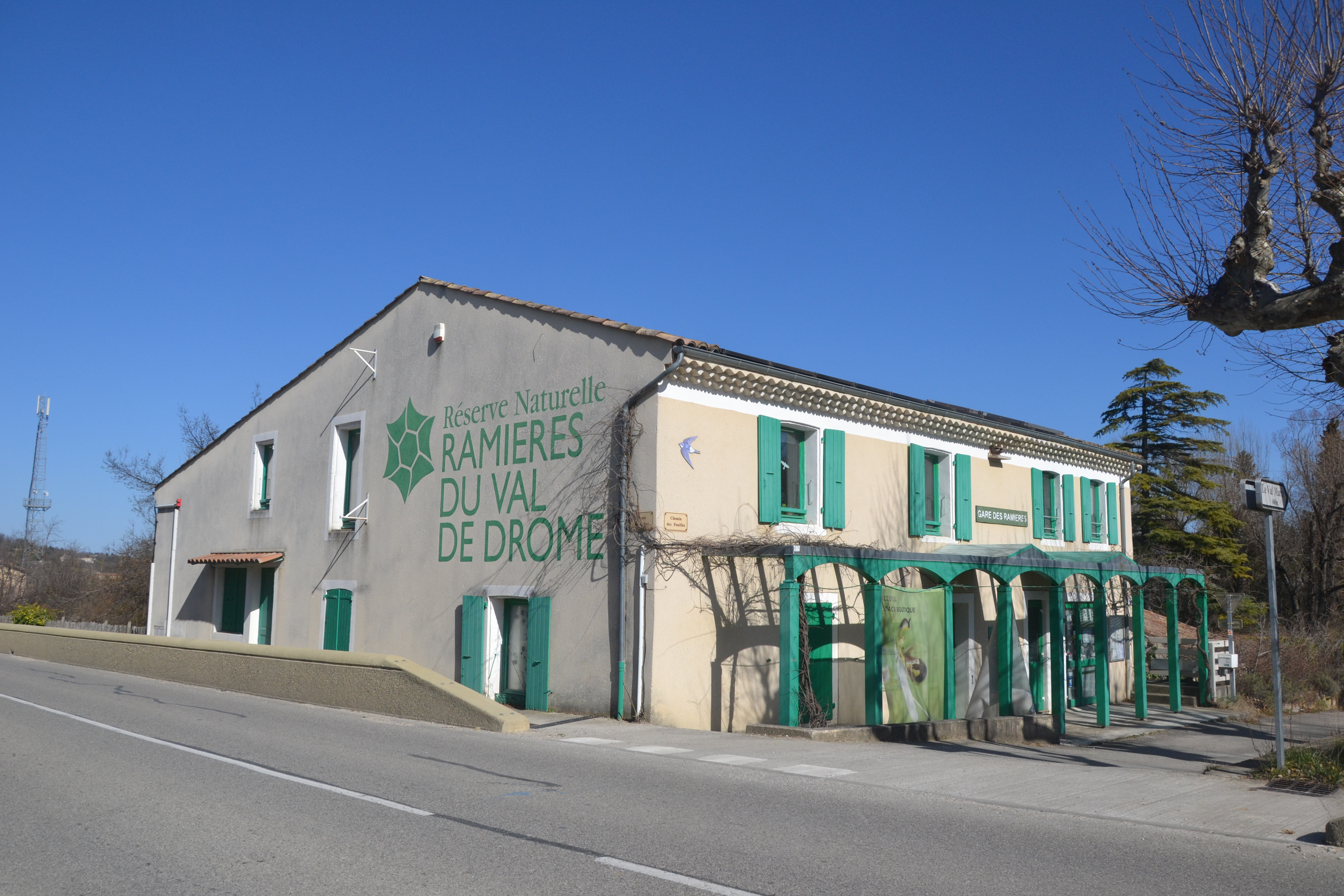
Gare des Ramières.

Le centre d'accueil du public se trouve à Allex dans l'ancien hôtel-restaurant de la Gare. Nommé la Gare des Ramières, ce bâtiment ouvert au public en 2008 est désormais la nouvelle maison de la réserve.

## Administration, plan de gestion, règlement
La réserve naturelle est gérée par la Communauté de communes du Val de Drôme depuis 1999.
Le conservateur est Lucile Béguin. Deux animateurs complètent l'équipe : Stéphane Morinière et Jérôme Armand.

### Outils et statut juridique
La réserve naturelle a été créée par un décret du 2 octobre 1987.
Elle a été complétée en 2005 par la protection d'un arrêté préfectoral de protection de biotope de 57 ha sur le site des Freydières.